# Luis Araneda
Luis Antonio Araneda Jorquera (Santiago del Cile, 9 aprile 1953) è un ex calciatore cileno, di ruolo ala.

## Carriera

### Club
Ha giocato nella massima serie cilena con varie squadre.

### Nazionale
Con la nazionale cilena ha giocato 4 partite prendendo parte alla Copa América 1975.

## Palmarès

### Club

#### Competizioni nazionali
- Campionato cileno: 1

Colo-Colo: 1970
- Copa Chile: 1

Colo-Colo: 1974